# Чукотка (ледокол)
«Чукотка» — строящийся российский атомный ледокол проекта 22220 (ЛК-60Я), четвёртый корабль серии. Заложен на Балтийском заводе 16 декабря 2020 года под строительным номером 05712. Спущен на воду 6 ноября 2024 года. Получил название в честь региона, прилегающего к Северному морскому пути. По состоянию на апрель 2025 года достраивается на плаву.

## Строительство
Проект ледокола разрабатывался в ЦКБ «Айсберг» с целью заменить атомоходы, срок эксплуатации которых подходит к концу, прежде всего «Вайгач», затем «Таймыр» и в недалёком будущем ледоколы «Ямал» и «50 лет Победы». Заказчиком работ выступило ФГУП «Атомфлот» входящий в Росатом. Судно должны сдать не позднее 20 декабря 2026 года. Ожидаемый срок эксплуатации ледоколов проекта 22220 — 40 лет. Пропульсивная мощность ледокола составляет 60 МВт. Контракт на строительство ледокола «Чукотка» заключили в августе 2019 года. Стоимость строительства двух ледоколов проекта 22220 оценили в 100 миллиардов рублей, из которых 51 — стоимость ледокола «Якутия». В июле 2020 года была произведена закупка стали марок PCD500W, PCE500W, РСF500W.
Церемония закладки ледокола состоялась 16 декабря 2020 года на Балтийском заводе города Санкт-Петербурга. Судно было заложено на стапеле «А». Церемонию закладки ледокола широко освещалась Российскими СМИ.  Строительство было освящено настоятелем Николо-Богоявленского Морского Собора Протоиереем Богданом Сойко. Церемония прошла в закрытом режиме из-за эпидемии COVID-19. В ней приняли участие губернатор Чукотского автономного округа Роман Копин, генеральный директор Госкорпорации «Росатом» Алексей Лихачёв, вице-губернатор Санкт-Петербурга Евгений Елин, заместитель генерального директора Госкорпорации «Росатом» — директор Дирекции Северного морского пути Вячеслав Рукша, заместитель директора филиала по атомным судам ФАУ «Российский морской регистр судоходства» Владимир Егоров, вице-президент Объединенной судостроительной корпорации Давид Адамия, генеральный директор ФГУП «Атомфлот» Мустафа Кашка, генеральный директор АО «Балтийский завод» Алексей Кадилов.
По традиции на закладной секции была установлена закладная доска, право закрепить её получили губернатор Чукотского автономного округа Роман Копин, генеральный директор Госкорпорации «Росатом» Алексей Лихачёв, вице-президент Объединенной судостроительной корпорации Давид Адамия и генеральный директор ФГУП «Атомфлот» Мустафа Кашка. Был подписан акт о закладке.
2 марта 2021 года Балтийский завод опубликовал заявку для закупки двух типов судов с целью оснащения ледоколов «Якутия» и «Чукотка»: рабочих маломерных судов, с максимальной стоимостью для двух ледоколов в 70 252 199,04 рубля и разъездных маломерных судов, с максимальной стоимостью закупки 33 859 966,66 рубля.
6 ноября 2024 года состоялся спуск на воду атомного ледокола «Чукотка». Срок сдачи в эксплуатацию планируется на декабрь 2026 года.

## Назначение
Ледокол оснащен двухреакторной ядерной энергетической установкой нового поколения «РИТМ-200», как и все ледоколы проекта 22220. Двухосадочная конструкция судна даёт возможность использовать его как в арктических водах, так и в устьях полярных рек, в том числе Енисее. Основные цели строительства ледокола: проводки кораблей по Северному морскому пути, его развитие, создание группировки атомоходов для круглогодичной работы на Севморпути, замена старых атомных ледоколов подлежащих списанию, реализация крупных проектов в Арктике, срываемых из-за ледовых пауз.